# Криворудська сільська рада (Красилівський район)
Кривору́дська сільська́ ра́да — адміністративно-територіальна одиниця та орган місцевого самоврядування у Красилівському районі Хмельницької області. Адміністративний центр — село Криворудка.

## Загальні відомості
- Населення ради: 670 осіб (станом на 2001 рік)

## Населені пункти
Сільській раді були підпорядковані населені пункти:
- с. Криворудка
- с. Кучманівка
- с. Нова Криворудка

## Склад ради
Рада складалася з 12 депутатів та голови.
- Голова ради: Універсалюк Галина Іванівна
- Секретар ради: Дзяд Світлана Миколаївна

### Керівний склад попередніх скликань
| Прізвище, ім'я, по батькові | Основні відомості                                                                       | Дата обрання | Дата звільнення |
| --------------------------- | --------------------------------------------------------------------------------------- | ------------ | --------------- |
| Чуйко Олександр Іванович    | Сільський голова, 1960 року народження, член Всеукраїнського об'єднання «Батьківщина»   | 26.03.2006   | 31.10.2010      |
| Універсалюк Галина Іванівна | Сільський голова, 1966 року народження, освіта середня спеціальна, член Партії регіонів | 31.10.2010   |                 |

Примітка: таблиця складена за даними сайту Верховної Ради України

### Депутати
За результатами місцевих виборів 2010 року депутатами ради стали:

#### За суб'єктами висування
| Суб'єкт висування | Кількість обраних депутатів | %    |
| ----------------- | --------------------------- | ---- |
| Самовисування     | 5                           | 41,7 |
| Партія регіонів   | 4                           | 33,3 |
| Народна партія    | 3                           | 25   |

#### За округами
| № округу        | Прізвище, ім'я, по батькові      | Дата визнання обраним | Освіта             | Партійна приналежність | Відомості про обраного депутата                              |
| --------------- | -------------------------------- | --------------------- | ------------------ | ---------------------- | ------------------------------------------------------------ |
| Народна Партія  |                                  |                       |                    |                        |                                                              |
| 4               | Пробіч Катерина Володимирівна    | 04.11.2010            | середня спеціальна | позапартійна           | пенсіонер                                                    |
| 9               | Лежнюк Олена Іванівна            | 04.11.2010            | середня спеціальна | позапартійна           | Криворудська сільська рада, бібліотекар                      |
| 11              | Ільчук Володимир Іванович        | 04.11.2010            | середня            | позапартійний          | ТОВ «Україна-2001», водій                                    |
| Партія регіонів |                                  |                       |                    |                        |                                                              |
| 2               | Дзяд Світлана Миколаївна         | 04.11.2010            | середня спеціальна | позапартійна           | Криворудська сільська рада, секретар                         |
| 5               | Дзяд Наталія Олександрівна       | 04.11.2010            | середня спеціальна | позапартійна           | Криворудська загальноосвітня школа І-ІІІ ст., вихователь ДНЗ |
| 7               | Вінічук Алла Дмитрівна           | 04.11.2010            | середня спеціальна | позапартійна           | Криворудський ФП, фельдшер                                   |
| 10              | Ільчук Ольга Вікторівна          | 04.11.2010            | середня спеціальна | позапартійна           | Кучманівський ФП, фельдшер                                   |
| Самовисування   |                                  |                       |                    |                        |                                                              |
| 1               | Рудюк Василь Володимирович       | 04.11.2010            | середня            | позапартійний          | ТОВ «Україна-2001», бригадир тракт.бригади                   |
| 3               | Демчик Іван Сеніфонович          | 04.11.2010            | середня            | позапартійний          | ТОВ «Україна-2001», комірник                                 |
| 6               | Дзяд Микола Іванович             | 04.11.2010            | середня спеціальна | позапартійний          | Криворудська загальноосвітня школа І-ІІІ ст., робітник       |
| 8               | Кралюк Григорій Іванович         | 04.11.2010            | середня            | позапартійний          | пенсіонер                                                    |
| 12              | Кушнірук Володимир Володимирович | 04.11.2010            | середня            | позапартійний          | тимчасово не працює                                          |